# Uomini sulla Luna
Uomini sulla Luna (Destination Moon) è un film del 1950 diretto da Irving Pichel e prodotto da George Pal, che commissionò la sceneggiatura a James O'Hanlon e Rip Van Ronkel. Il film è stato girato in Technicolor, e nel 1951 venne insignito del premio Oscar per i migliori effetti speciali, mentre fu candidato a quello alla scenografia. Il film venne ridistribuito nel 1975 con il titolo Destinazione Luna.

## Trama
Stati Uniti, anni '50. Il generale Thayer della USAF, dopo molti sforzi, convince il Congresso ed il Governo a finanziare la costruzione di un satellite artificiale. Poco dopo il lancio, però, il missile esce dalla traiettoria prestabilita e dev'essere distrutto.
Thayer e il tecnologo Charles Cargraves sono convinti che la causa del fallimento sia un sabotaggio e Thayer, ormai certo che il fallimento debba avere raffreddato l'interesse "del Governo", decide di rivolgersi al mondo industriale proponendo un progetto molto più ambizioso: un viaggio dalla Terra alla Luna. A tal fine, dopo avere convinto l'industriale aeronautico Jim Barnes della bontà del suo progetto, ottiene che questi lo sostenga davanti a un gruppo di alti dirigenti industriali sottolineando le possibili ricadute tecnologiche e di prestigio del buon esito dell'impresa.
Thayer, che partecipa alla riunione, richiamati i sospetti circa un sabotaggio aggiunge esplicitamente che «la nazione che per prima conquisterà la Luna dominerà la Terra: infatti è praticamente impossibile difendersi da un attacco portato dallo spazio esterno». Gli industriali sono ormai convinti e decidono di finanziare l'impresa. Barnes, Cargraves e Thayer ne assumono la direzione e, dopo studi e sperimentazioni condotti negli stabilimenti delle ditte coinvolte, costituiscono un'installazione nel deserto del Mojave dove il razzo, denominato "Luna", viene assemblato.
L'equipaggio è composto da Thayer, Barnes, Cargraves e dallo scanzonato tecnico Joe Sweeney che all'ultimo momento ha dovuto sostituire il quarto componente colpito da un'appendicite. Dopo tentativi di sospensione del lancio compiuti dapprima per mandato di una Commissione per l'energia atomica (il razzo è a propulsione nucleare) e, "in extremis" del tribunale competente, che agisce a seguito di proteste popolari sobillate ad arte dal nemico esterno (l'Unione Sovietica), il razzo può finalmente decollare.
Il viaggio, durante il quale devono essere affrontate situazioni impreviste (durante una passeggiata spaziale Cargraves va alla deriva e viene salvato fortunosamente da Barnes), si conclude con l'allunaggio nel cratere Harpalus. La Luna, conquistata "a vantaggio di tutto il genere umano", si rivela un luogo ideale per osservazioni scientifiche e il sito dell'atterraggio presenta indizi decisivi di vicinanza a un importante giacimento di uranio.
I guai cominciano al momento della partenza dalla Luna. Infatti Cargraves, che lo aveva ammesso fin dall'atterraggio, aveva usato troppo propellente per la discesa e ora i calcoli escludono la possibilità di raggiungere la velocità di fuga. Dopo concitati confronti anche con la Terra, gli astronauti decidono di alleggerire la nave lasciando sulla Luna tutto il possibile. Sulle prime sembra che ciò non basti e tanto essi quanto il controllo di missione sulla Terra sembrano propensi a sacrificare uno di loro per potere alleggerire ancora il razzo. Nonostante Sweeney riesca a distrarre gli altri e ad uscire, un riesame delle masse degli oggetti ancora eliminabili lo convince a risalire. Il razzo riesce a decollare e a intraprendere felicemente il viaggio di ritorno.

## Espedienti narrativi
Per descrivere la possibilità scientifica e tecnologica del viaggio Barnes, durante la riunione con gli altri industriali, fa proiettare un cortometraggio a disegni animati avente per protagonista Picchiarello (Woody Woodpecker in inglese), che riassume i principi dell'aerodinamica e della missilistica.
Nella sequenza dedicata al progetto del razzo è inserito un frammento di documentario a colori che mostra in funzione l'analizzatore differenziale di Vannevar Bush. Lo stesso frammento verrà inserito nel film Quando i mondi si scontrano.
Nel film si accenna velatamente in più punti alla Guerra fredda e al “potenziale nemico” posto a migliaia di chilometri di distanza, certamente l'Unione Sovietica. Anche l'accenno al giacimento d'uranio scoperto vicino al luogo dell'allunaggio sembra essere legato a possibili impieghi bellici del minerale. Viene inoltre citata la vera Commissione per l'energia atomica degli Stati Uniti d'America.
Poco dopo l'uscita dall'atmosfera terrestre il controllo di missione dalla Terra, confermato il buon esito della prima parte della missione comunica l'intenzione di comunicare la posizione del razzo al "supertelescopio" dell'Osservatorio di Monte Palomar nella speranza che esso possa vederlo. Si tratta di un accenno alla recente (1949) inaugurazione di quell'osservatorio.
La scelta del cratere Harpalus quale sito dell'allunaggio fu dovuta alla necessità di mostrare la Terra bassa sull'orizzonte.

## Produzione
Questo film di fantascienza, girato nel 1949, fu il primo che descrisse seriamente le premesse finanziarie e organizzative e i problemi scientifici e tecnologici legati all'organizzazione di un viaggio dalla Terra alla Luna. Per la preparazione delle scene ambientate nello spazio e sulla Luna furono coinvolti anche il divulgatore scientifico Willy Ley e l'illustratore astronomico Chesley Bonestell.
Il soggetto si basa sul romanzo Razzo G.2 (Rocket Ship Galileo) e sul racconto L'uomo che vendette la Luna (The Man Who Sold the Moon), entrambi di Robert A. Heinlein, pubblicati rispettivamente nel 1947 e nel 1950. Lo stesso Heinlein collaborò alla sceneggiatura e nel 1951, dopo l'uscita del film, ne pubblicò una versione romanzata intitolata Destinazione Luna (Destination Moon, il titolo del film in originale).

## Distribuzione
Il film fu distribuito negli Stati Uniti e nel Regno Unito da Eagle-Lion Classics.
Nonostante un budget di circa 500.000 dollari e soprattutto una grande copertura mediatica attraverso la stampa e la radio and radio che crearono attesa per il film durante il suo rilascio più volte rimandato, Destination Moon divenne solo il secondo film di fantascienza riguardante un viaggio nello spazio del secondo dopoguerra. Sfruttando la continua pubblicità riguardante la produzione del film e le aspettative generali la casa di produzione Lippert Pictures realizzò in soli diciotto giorni e con un budget di 94.000 dollari RX-M Destinazione Luna. Il film in questione, che trattava della prima spedizione umana sulla Luna ma che erroneamente arriva su Marte con un finale di denuncia altamente pessimistico e anti-hollywoodiano, uscì nei cinema venticinque giorni prima del film di Pal.
Nonostante Destination Moon sia considerato il secondo film rilasciato nei cinema su un viaggio spaziale esso ha richiesto due anni di lavorazione, un budget cospicuo per l'epoca e l'uso del Technicolor. Ha inoltre avuto una significativa influenza culturale sulla produzione cinematografica dell'epoca e durante la produzione e ha richiesto la supervisione di importanti scienziati, valori che trascendono il discorso strettamente cinematografico, il suo successo al botteghino e il suo mancato record. Molto probabilmente Rocketship X-M non sarebbe mai stato realizzato se la notizia dell'attesa produzione di Destination Moon e il suo probabile successo commerciale non avessero attirato l'attenzione di Robert Lippert. I due film ebbero comunque grande successo di pubblico e influenzarono numerosi altri film facendo da apripista a tutta la produzione cinematografica fantascientifica del decennio.

### Edizione italiana
Il film fu distribuito per la prima volta in Italia, dalla E.N.I.C., nel 1951. Quando Luigi Cozzi ne curò la riedizione (e il ridoppiaggio, ad opera della C.D.) nel 1975, intitolata Destinazione Luna, v'inserì arbitrariamente una battuta impensabile nel 1951, una sorta di inside-joke riferito alla sua passione per la fantascienza tout-court. La battuta dice testualmente «...e gli Urania che ho comprato ma non ho letto». (la rivista Urania fu pubblicata solo un anno dopo il film). Nella riedizione a opera di Cozzi fu anche inserito un prologo dove si immaginava che tutta la vicenda fosse un racconto narrato in un futuro lontanissimo da un cantore cieco (sorta di Omero spaziale), doppiato da Romano Ghini. Questo spezzone è stato poi eliminato dalla versione in DVD.

## Accoglienza

### Critica
È opinione comune che il film segni l'inizio della fantascienza cinematografica adulta.
Secondo Fantafilm, Uomini sulla Luna è "sostenuto da un accurato lavoro di preparazione e di ricerca scientifica" e seppure "non esente da ingenuità, rilancia un genere. [...] Gran parte del successo va ascritto al produttore George Pal che riesce a coinvolgere nell'operazione prestigiosi nomi. [...] Di Pal è caratteristico l'intento divulgativo [...] per spiegare [...] al pubblico i misteri del volo nello spazio."
Riesaminato nel 1999 dagli astronomi Dona A. Jalufka e Christian Koeberl, nonostante alcune ingenuità e licenze poetiche il film venne giudicato "(con l'eccezione di 2001), il più scientifico dei film qui discussi, e compi un riuscito tentativo di mostrare realistiche condizioni della superficie lunare."

## Riconoscimenti
- Premi Oscar 1951: Oscar per i migliori effetti speciali

## Influenza culturale
Il film ispirò in parte il fumetto Obiettivo Luna (Objectif Lune, 1953) della serie Tintin.